# Arctia elisabethana
Arctia elisabethana är en fjärilsart som beskrevs av Rupprecht Bender och Naumann 1980. Arctia elisabethana ingår i släktet Arctia och familjen björnspinnare. Inga underarter finns listade i Catalogue of Life.